# Distretto di Oshika
Il distretto di Oshika (牡鹿郡, Oshika-gun?) è uno dei distretti della prefettura di Miyagi, in Giappone.
Attualmente fa parte del distretto il solo comune di Onagawa.
| Controllo di autorità | VIAF (EN) 260785704 · NDL (EN, JA) 00297283 |